# Schwarzgesicht-Raupenfänger

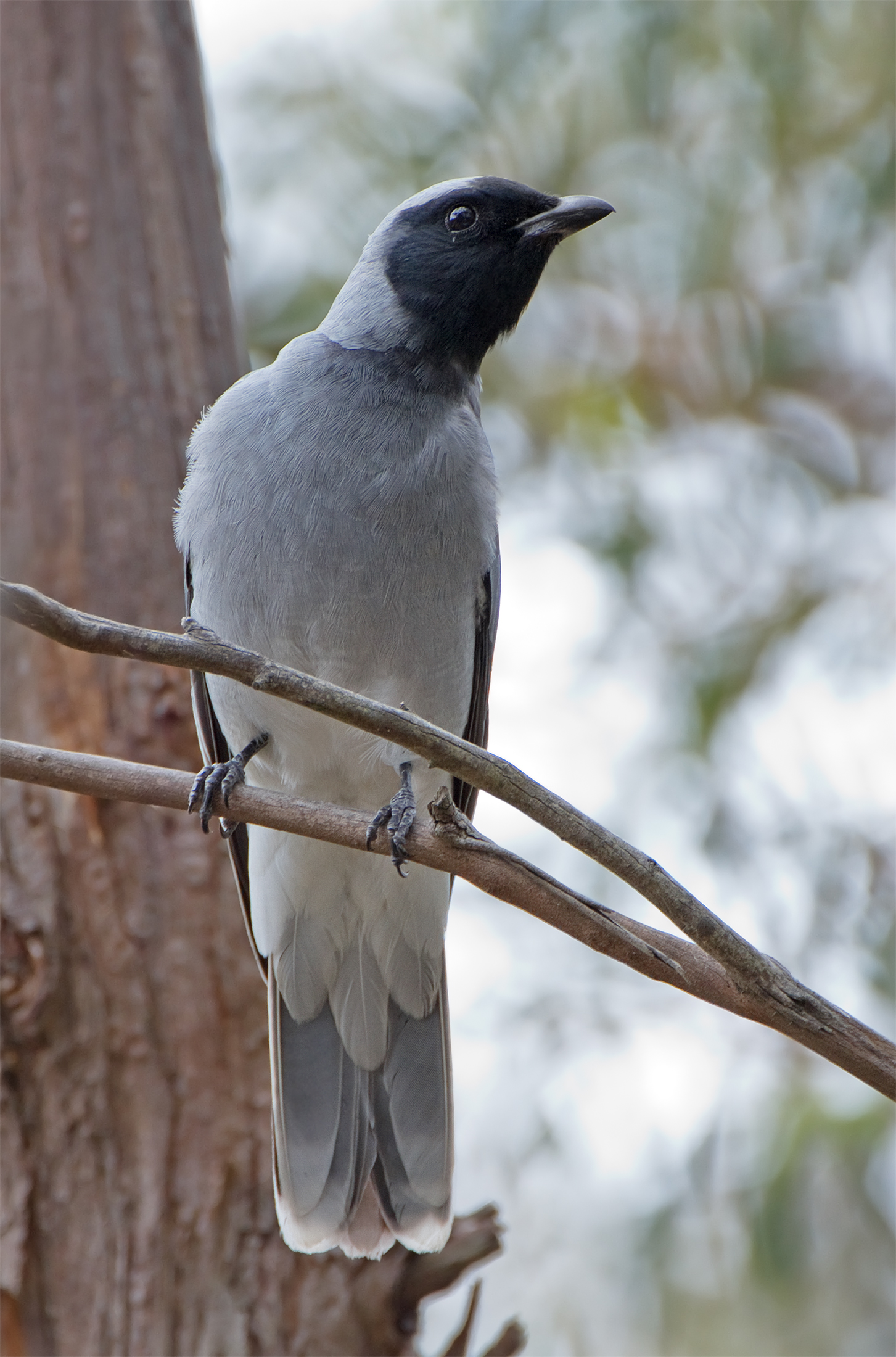
Schwarzgesicht-Raupenfänger

Der Schwarzgesicht-Raupenfänger (Coracina novaehollandiae) ist ein Singvogel aus der Familie der Raupenfänger (Campephagidae), der zur Avifauna Australiens gehört. Als Irrgast wird er gelegentlich auch auf Neuseeland oder der Lord-Howe-Insel beobachtet.
Es werden mehrere Unterarten unterschieden.

## Merkmale
Der 33 cm lange Schwarzgesicht-Raupenfänger ist ein schlanker Vogel mit schwarzem Gesicht, blaugrauer Unterseite, dunkelgrauen Flügelspitzen und weißer Schwanzspitze. 
Der Flug ist wellenförmig, nach dem Landen schüttelt er kurz seine Flügel.
Der Ruf ist ein knarrendes „Kaark“ oder ein melodischer Pfeifton.

## Vorkommen
Der Vogel lebt in weiten Teilen Australiens. Je nach Population unterscheidet sich das Zugverhalten: Manche ziehen zum Überwintern bis nach Neuguinea, einige bleiben in der Nähe, andere wandern nomadisch in Australien herum. Diese Schwärme lassen sich dort nieder, wo es kürzlich geregnet hat und größere Insektenmengen vorhanden sind.
Außer Regenwäldern bewohnt das Tier die meisten bewaldeten Lebensräume. Es taucht aber auch in Siedlungsgebieten auf und ist häufig auf Stromleitungen zu sehen.

## Verhalten
Der Schwarzgesicht-Raupenfänger sucht am Boden oder im Laub nach Großinsekten und ihren Larven. Gelegentlich ergänzen Beeren die Nahrung.
Außerhalb der Brutzeit schließen sich die Raupenfänger zu größeren Trupps zusammen.

## Fortpflanzung
In der Brutzeit von August bis Februar bauen beide Geschlechter in eine Astgabel ein kleines, schalenförmiges Nest aus Zweigen und Rindenstücken, das mit Spinnweben zusammengehalten wird. Das Gelege besteht aus meist drei Eiern. Beide Altvögel versorgen die Jungvögel, die mit drei Wochen flügge werden.

## Einzelbelege
1. ↑   Higgins (Hrsg.): Handbook of Australian, New Zealand & Antarctic Birds, Band 7. S. 269.
2. ↑   Higgins (Hrsg.): Handbook of Australian, New Zealand & Antarctic Birds, Band 7. S. 266.